# Micronycteris matses
Micronycteris matses är en fladdermus i familjen bladnäsor som förekommer i Peru.
Artepitet i det vetenskapliga namnet syftar på ursprungsbefolkningen som lever i fladdermusens utbredningsområde.
Denna fladdermus når en absolut längd av 66 till 69 mm, inklusive en 14 till 17 mm lång svans. Den har 37,7 till 39,4 mm långa underarmar, 11 till 12 mm långa bakfötter, 21,5 till 23 mm långa öron och en vikt av 8,6 till 12,2 g. En dräktig hona vägde 14 g. Pälsen på ovansidan bildas av hår som är vita nära roten och annars bruna. Den bruna färgen dominerar och därför ser pälsen mörkbrun ut. Även undersidan är täckt av mörkbrun päls. Öronen är på hjässan sammanlänkade med varandra med en hudremsa. På varje sida av överkäken förekommer 2 framtänder, 1 hörntand, 2 premolarer och 3 molarer. I underkäken finns ytterligare en premolar på varje sida. I motsats till Micronycteris hirsuta har arten inga tydliga knölar på de nedre framtänderna. Jämförd med Micronycteris megalotis och Micronycteris microtis är Micronycteris matses oftast tyngre och andelen vit i ovansidans hår är mindre.
Arten är bara känd från ett mindre område i nordöstra Peru. Den jagar huvudsakligen insekter. Vilande individer hittades i underjordiska bon som skapades av bältdjur.
IUCN listar Micronycteris matses med kunskapsbrist (DD).